# Андроник II Палеолог
Андроник II Палеолог (грч. Ανδρόνικος Β' Παλαιολόγος, Никеја, 1259/60 — Константинопољ, 13. фебруара 1332) био је византијски цар од 1282. до 1328. године. Доба владавине Андроника II обично се сматра прелазним периодом након кога је Византијско царство, обновљено 1261. године, почело да представља другоразредну силу, државу која је све очигледније постајала објекат а не субјекат међународне политике.

## Младост и долазак на престо

### Смена династија
Андроник се родио крајем 1259. или почетком 1260. године као друго дете у касније бројној породици Михајла VIII Палеолога и Теодоре Дукаине Ватацине, рођаке никејског цара Јована III Дуке Ватаца. Михајлово и Теодорино најстарије дете и први син, Манојло Палеолог умро је као дечак 1259. Византијска војска је 25. јула 1261. године одузела Латинима Цариград који је био у франачким рукама још од Четвртог крсташког похода 1204. године. Михајло VIII, у то време још увек савладар младог Јована IV Дуке Ласкариса, је 15. августа свечано ушао у ослобођени Константинопољ и крунисао малог Андроника II за свог савладара. Након тога злосрећни Јован IV је уклоњен тако што је ослепљен и конфиниран у манастир. Тиме је нова династија Палеолога сменила претходну владарску кућу Ласкариса. Међутим, патријарх Арсеније (1255—1259, 1261—1267) је због ослепљивања Јована IV анатемисао новог цара који је узвратио 1267. тако што је сменио јогунастог патријарха и на његово место довео Јосифа I (1267—1274). Иако је Арсеније убрзо након смене преминуо, унутар цркве се убрзо појавила струја која је одбила да призна Јосифа за патријарха и која се почела називати арсенитима. Међу њима је нарочито било бројно свештенство из Мале Азије верно успомени на династију Ласкариса.

### Лионска унија и последице
Михајло VIII је читаву владу посветио опоравку Царства чију је стару престоницу повратио тако да је морао да води опрезну политику према западним силама. Како би избегао поход Карла Анжујског на Цариград, Михаило је ушао у преговоре о црквеној унији са папством. У јануару 1274. патријарх Јосиф I, који се у случају уније сада нашао у опозицији према цару, је притворен у манастир, и 6. јула исте године византијски емисари су у Лиону потписали унију са латинском црквом Лионску унију. Иако је представљала царев дипломатски успех, унија је у Цариграду примљена са отвореним незадовољством. Цар је поново променио патријарха и овога пута омогућио избор присталице уније Јована XI Века и смену Јосифа чије су присталице постале познате као јосифити. Византијско друштво и црква су се жестоко поделили и цар је своју политику спроводио силом чак и унутар сопствене фамилије. Са друге стране, полунезависни деспоти Епира и Тесалије су иступили као бранитељи православних и, иронично, подршку и помоћ су нашли управо код сицилијанског краља Карла Анжујског.
Што се младог Андроника тиче, он је током ових драматичних догађаја био у сталној сенци свог великог оца. Зарад дипломатских разлога Андроник је ожењен Аном, ћерком угарског краља Иштвана (Стефана) V 1274. године. Ана му је родила два сина, будућег Михајла IX (рођ. 1277. године) и Константина, али је умрла 1281. године. Брачни савез са Угарском био је необично важан у византијској балканској политици пошто се крајем 13. века Немањићка Србија показала као озбиљан такмац за превласт над вардарском Македонијом. Српски краљ Стефан Урош II Милутин је 1282. почетак своје владе обележио заузимањем Скопља и Михајло је умро 11. децембра исте године у току припрема за поход против Срба.

## Почетак владавине

### Поход против Србије
Андроникова војска, која је пошла на Србију, допрла је до Липљана и Призрена. Један њен део пошао је и даље, жељан пљачке и плена, али је љуто настрадао у набујалом Дриму, кад је покушао да га на коњима преплива.
Сада је српска офанзива, почетком 1283. год., обновљена је с већим снагама. У акцији је учествовала војска и Милутинова и Драгутинова. Она је, у смелом залету, допрла врло дубоко, све до близу обала Егејског Мора, код Атоса и Кавале. Опљачкане беху читава струмска и серска област. Кад се краљ Драгутин вратио натраг, не могући да издржава ратне напоре, краљ Милутин је ратовање наставио сам, иза једног малог одмора, и 1284. год., помаган од суседних арбанашких великаша. Овог пута он је заузео области дебарску, кичевску и поречку, а опустошио је крај око Охрида; "није било кога да му се противи и да га укори", каже биограф краљев. Тако су српска освајања у Македонији проширена с источног и на западни крај. Српске државне границе помакао је краљ Милутин Немањић овим срећним ратовањем до пред градове Струмицу, Прилеп, Охрид и Кроју; највећи део Словенима насељене Македоније дошао је под српску власт. Тежиште српске државне политике померило се према истоку и југу. Рашка престоница и дежевски двор напуштају се и краљевска седишта постају Приштина и Скопље. До краља Стефана Уроша II Милутина Србија је гравитирала само према Јадранском Мору; сад, овим новим освајањима, она се видно упућује према Егејском. Док је Рашка представљала српско средиште подручје, гравитација према Јадранском Мору била је природна, тамо су водиле Неретва и посредно Морача и сви главни стари путеви; Дубровник, Котор и Бар беху главне излазне тачке из унутрашњости. Од краља Стефана Уроша II Милутина средишња српска област постаје косовска висораван и подручје Шар-планине; ту се стјечу путеви и правци и према југу, низ Вардар, и према истоку према Брегалници, и према северу, низ Мораву, и према западу, одакле је добивала своју главну етничку снагу.

### Обнова православља
Цар Андроник II је за очеву смрт сазнао у Селимбрији на Мраморном мору где је са 4000 татарских најамника ковао план за поход против Тесалије. На вест о хитним догађајима, цар Андроник II је Татаре поверио војсковођи Михаилу Главасу Тарханиоту кога је затим упутио против Срба, а сам се упутио у Цариград. У Константиновом граду странка православних је већ ликовала због смрти цара Михаила VIII који је сматран за јеретика и тиранина. Цар Андроник II, који је и сам са оцем потписао неколико изјава оданости Лионској унији, сада је, зарад будућности династије и сопственог положаја, врло брзо одбацио унијатску политику. Андроников лични пријатељ патријарх Јован XI Век је смењен 26. децембра са патријаршијског трона, док је сада стари и практично непокретни патријарх Јосиф I враћен. Патријарх је сада наредио унијатском клиру ускраћивање светих тајни у наредна три месеца, али су екстремнији епископи и монаси сада преузели на себе извршење правде. Синод одржан у Цариграду у јануару 1283. одлучио је да јавно спали сва документа која су сведочила о Лионској унији, а цару Михаилу VIII ускраћен је хришћански спровод, било какво опело па чак и помен.
И поред одбацивања уније, цар Андроник II ипак није задовољио све стране унутар цркве. Патријарх Јосиф I је и даље био неприхватљив за арсените а самим тим ни цар Андроник II није био легитимни владар и као син јеретика и као цар чије је крунисање 1272. године обавио анатемисани патријарх. Када је патријарх Јосиф I умро 23. марта 1283. године Арсенијева шизма је продубљена пошто је цар обезбедио избор умереног и нестраначког кандидата Григорија II Кипранина за новог патријарха. Међутим, даље Андрониково попуштање арсенитима, као што је рецимо био пренос Арсенијевих моштију у цариградски манастир св. Андрије, није донео жељене резултате. Поред тога, зилоти су успели да организују суђење патријарху Јовану XI Веку и његовим најближим сарадницима у чувеној Богородичиној цркви у цариградској четврти Влахерни 1285. године. Патријарх Григорије II је затим издао Томос са осудом јереси Јована XI Века, али је тиме изазвао протесте Теолепта Филаделфијског који је сада поставио питање патријархове правоверности у доктринарим питањима православне теологије. Патријарх Григорије II је смењен по овој основи после новог синода у јуну 1289. године, и након четири месеца црквеног удовиштва изабран је строги аскета патријарх Атанасије I.
Избор монаха Атанасија није умирио духове и убрзо је пружио нове поводе за даље полемике и сукобе. Цар Андроник II је био побожан владар добро упознат са теолошким проблемима и попустљив према цркви. Током пута у Малу Азију 1290. цар је посетио замак Дакибизе на обали Мраморног мора у коме је био заточен још од 1261. збачени и ослепљени цар Јован IV Ласкарис. Бивши цар је имао око четрдесетак година и цар Андроник II му је понудио услове живота по жељи и замолио га за опрост. Царева посета Јовану IV Ласкарису, једној од првих жртава Михаила VIII, позитивно је одјекнула и савремени историчари Георгије Пахимер и Нићифор Григора се слажу да је Јован IV признао цара Андроника II за легитимног цара. Иако су немири унутар цркве настављени практично током читаве цареве владе, посета Јовану IV Ласкарису је и на симболичном плану учврстила положај нове династије.

### Андроников други брак
Као што је већ споменуто Андроникова прва супруга Ана умрла је 1281. године, и оставила га са двојицом синова, Михаилом и Константином. Свог старијег сина цар Андроник II је, слично своме оцу, прогласио за савладара по свом доласку на трон. Цар - савладар Михаило IX је тако 1281. проглашен савладаром, док је крунисање обављено нешто касније 1294. године. Након ступања на престо, цару Андронику II је приличило да се други пут ожени. Византијски двор се обратио краљу Алфонсу X Мудром, краљу Кастиље који додуше није имао ћерку, већ унуку дозрелу за удају: Јоланду, ћерку монфератског маркиза Гиљерма VII Великог (1253—1292), некадашњег савезника краља Карла I Анжујског. Монфератска династија Алерамичи је захваљујући сродству са краљем Бонифацијем I, једним од вођа Четвртог крсташког похода, полагала право на титулу владара Солунске краљевине. Андроников брак са Јоландом, која је у Византији добила име Ирина, требало је да пресече све даље амбиције монфератских маркиза на Истоку. У формалном погледу, цар Андроник II је сада у очима Латина владао Солуном и околином као миразом који је добио уз своју нову латинску невесту. Заузврат, византијски цар је тазбини исплатио велику суму новца и обавезао се да ће у Ломбардији издржавати 500 коњаника.
Једанаестогодишња Ирина Монфератска тако се удала за цара Андроника II који је имао око двадесетпет. Брак је у почетку био срећан и плодан захваљујући четворо деце: Јована (рођ. око 1286), Теодора (рођ. 1291), Димитрија (рођ. пре 1294) и ћерку Симониду (рођ. 1294). Царица Ирина је важила за отреситу и амбициозну жену која се није задовољавала простом улогом цареве супруге. Као мајка тројице синова монфератска принцеза је показивала дубоко подозрење, па и непријатељство према Андрониковим синовима из првог брака који су у погледу владарског наслеђа и привилегија били у предности у односу на њену децу. Пошто је родила првог сина крунисана је за царицу, а Михаилово крунисање за очевог савладара пропраћено је проглашењем малог Јована за деспота.
Као што је осигурао византијску владавину над територијом некадашње крсташке Солунске краљевине, цар Андроник II је покушао да на сличан начин реши питање латинских претензија на сам Цариград. Током неколико година цар Андроник II је покушао да ожени престолонаследника Михаила IX унуком последњег латинског цара Константинопоља Балдуина II, царицом Катарином I Куртене. Царица Катарина I је по мајчиној страни била унука некада опасног краља Карла I Анжујског и сада је била једини изданак породице која је са латинске стране полагала право на Цариград. Иако су преговори вођени интензивно годинама, папство се противило Катарининој удаји за јеретичког цара. Она се најпосле удала 1301, за Шарла Валоа, рођеног брата француског краља Филипа III Храброг. После овог неуспеха цар Андроник II је покушао да пронађе будућу снају на још једном крсташком двору, двору кипарских краљева. Најзад, цар Михаило IX се 1296. године оженио ћерком јерменског краља Киликије Лава III, Ритом коју су Византинци прекрстили у Марију.

### Финансијски проблеми
У тешким околностима са краја 13. века, цар Андроник II је за читав низ проблема тражио често најјефтинија решења. Византијска флота од 80 бродова последњи пут се спомиње 1283. године, када је отпловила у правцу Тесалије да подржи копнену војску. Након тога цар Андроник II је просто укинуо даље финансирање флоте као непотребно скупе у тренутку када инвазија из Италије више није представљала опасност. Царев план био је да се убудуће царство у случају потребе ослони на савезничку ђеновљански ратну флоту.

## Рат и мир

### Између Венеције и Ђенове
Током Андроникове владавине византијска моћ је тако опала да је било немогуће опоравити државу. То су, наравно, искористили Млечани и Ђеновљани између којих се водио рат због тога што су Ђеновљани контролисали поморски пут из Средоземног мора у Црно море. У овом рату је цар Андроник II подржавао Ђенову, која је држала северни део Егејског архипелага, мраморно приморје, Понт и Галату, док су јужни Егејски архипелаг држали Млечани. С порастом Ђеновљанске моћи расло је, међутим, и старо супарништво између Млетачке и Ђеновљанске републике; године 1296. избио је рат између њих у који је убрзо било увучено и Византијско царство.
Будући да је цар Андроник II Ђеновљанима из Галате пружио заклон унутар царских зидина главног града, Млечани су прибегли репресалијама у оним предграђима Цариграда која су се налазила изван градских зидина, на шта су Ромеји одговорили репресалијама над Млечанима, који су боравили унутар Цариграда. Млетачко-ђеновљански рат претворио се у рат између Млечана и Ромеја. Ђеновљани су се, наиме, 1299. године, повукли из рата и склопили са Млечанима "вечни мир", хладнокрвно оставивши своје савезнике на цедилу.
Будући да није поседовао флоту, цар Андроник II се нашао у крајње тешком положају и колико год се Царство због престижа опирало захтевима Млечана на надокнаду штете, напослетку је, угрожено млетачким бродовима на Златном рогу, било присиљено покорити се надмоћном противнику и чак платити Млечанима одштету. Несрећни рат завршио се 1302. године, склапањем примирја на десет година. Тако су Млечанима потврђене старе трговачке повластице и додељен им је низ нових колонија на архипелагу. Ђеновљани су пак ратно искуство узели за повод да опашу Галату дебелим бедемима и тако је крај византијске престолнице настала снажна Ђеновљанска тврђава.
Не задовољавајући се тиме, ђеновљански војсковођа Бенедето Закарија од Фокеје, који се истакао као адмирал у служби француског краља и накупио златна богатства из рудника стипсе близу Фокеје, 1304. године, заузео је византијски посед Хиос. Тако су обе поморске републике из рата изашла ојачане, док је Царству тај несрећни рат, у који се непромишљено дало увући, донео само нове губитке и понижења.

### Цена мира са краљем Милутином
Кнез Филип Тарентски беше слаб да одолева византијским нападима, који пред крај XIII века беху постали прилично успешни. Он је око 1295. год. био изгубио чак и Драч старо исходишно место анжујских подухвата против Византије. Од Византинаца га је преотео и држао кратко време краљ Стефан Урош II Милутин Немањић. Год. 1296. град је био у српској власти. Кад је и како изгубљен не да се поуздано утврдити.
Цару Андронику II је било јасно, да треба одвојити краља Стефана Уроша II Милутина од Латина, да би ове могли сузбити с Балкана. Удружени Срби и Латини представљају опасност чије се све могућности не дају сагледати. Стога се у Цариграду одлучује, после неуспеха њихове офанзиве против Срба, под вођством способног и хваљеног Михаила Главаса, да краља Милутина задовоље признавањем уступања највећег дела оних области које је освојио и да га тако, по могућности, придобију на своју страну. Као вођа посланства српском краљу би упућен крајем децембра 1298. год. Теодор Метохит, доцније велики логотет, човек вешт и проницљив, који је, идући пет пута у Србију ради краљеве женидбе, сам забележио своје врло занимљиве утиске с Милутиновог двора. Из једног његовог писма добро смо обавештени како је у Србији постојала јака опозиција против споразума с Грцима; људи су говорили да је мир потребан Византији, а не победничкој Србији. Један део Грка, као Котаница, који се беху придружили Србима, бојао се краљевог споразума с царем Андроником II и радио је против њега. Код неких Срба, којима је ратни плен и пљачка знатно увећао приходе, било је опирања из чисто материјалних разлога. Краљ Милутин Немањић био је, међутим, лично вољан да преговара. Као печат уговора имала је и опет да буде једна женидба. Цар Андроник II је раније био понудио краљу Милутину своју сестру, удовицу трапезунтског цара Јована II Великог Комнина. Краљ Милутин беше пристао, али се византијској дами није ишло у непознату и за њу варварску земљу, а сем тога хтела је да остане у Трапезунту уз сина цара Алексија II, који се није слагао са ујаком царем Андроником II. Да не би увређени краљ ради тог одбијања прекинуо све везе, до којих је Грцима било много стало, цар Андроник II Палеолог је понудио краљу Стефану Урошу II Милутину своју кћер Симониду, још младо дете од пет година. Овај пети брак краљев, и то с дететом, само је појачао опозицију Срба против тог споразума и код властеле и код једног дела свештенства; незадовољства је било и код Грка. Опозицију цариградског патријарха и његових једномишљеника цар Андроник II је морао да ублажава другим уступцима и изјавом, да је своју кћер просто жртвовао да изради отаџбини преко потребни мир. Сем тога, било је и покушаја суседних владара, да се осујети споразум између Срба и Грка, који би могао знатно изменити односе на Балкану. Стари савезници Милутинови, епирски Грци, односно синови тесалског деспота Јована I, наговарали су краља Стефана Уроша II Милутина Немањића писмима и порукама да не верује Цариграду и да, у тешњој вези с њима, настави почети посао на рушењу цариградских властодржаца. С друге стране јављали су се са својим понудама и Бугари. Удовица цара Смилца, пореклом Гркиња, иако већ у роду с краљем Милутином, као ташта његовог сина, обратила се сада краљу Милутину Немањићу са предлогом да је узме за жену и тако добије и Бугарску Царевину. Метохит казује, како усплахирена удовица и њени помагачи "шаљу сваки час поруке и изасланике, преклињу краља да има пре њих на уму и да се не узда у царева обећања, јер нису искрена нити ће се остварити". Али краљ Стефан Урош II Милутин Немањић остао је непоколебљив. Брак са византијском царском кћери ласкао је његовој сујети, чинио му се као награда за његове политичке успехе и дизао му углед према брату краљу Стефану Драгутину у питању краљевског наследства. Год. 1299. дошло је до коначног споразума. Србија је задржала освојене градове, тобоже као мираз уз цареву кћер, али се заклетвом везао краљ Милутин на ново пријатељство и узајамно су дати таоци. На сред Вардара, после Васкрса 1299. год, краљева четврта жена би, као да је какав кривац, предата Грцима, ради њихове веће сигурности, а с њом грчки издајник Котаница и српски таоци. На истом месту предали су Грци Симониду и своје таоце. Краљ Милутин Немањић је сам дочекао своју младу жену; кад је прешла Вардар он је сјахао с коња и клекао пред њу. Краљ Стефан Урош II Милутин се зато морао развести од своје претходне жене.
У Солуну, на састанку између цара Андроника II Палеолога и краља Стефана Уроша II Милутина Немањића, то је пријатељство добило још тврђу везу. У својој једној повељи манастиру Хиландару краљ Милутин спомиње с поносом, да је на мачу добио јужну Србију, али не без сујете истиче и то, како је постао зет грчког цара, који му онда даде "онузи земљу у прћију".
Ова промена Милутинове политике изазвала је незадовољство не само код пријашњих савезника, него и у његовој рођеној земљи, и у самој његовој породици.

### Губитак Мале Азије
За време Андроникове владавине почиње страховито напредовање Турака Османлија ка Малоазијској обали. Ојачали као вазали селџучког иконијског султаната, Турци, под својим вођом емиром Османом I, рођеним 1258. год., постају активни већ од краја XIII века. Још 1288. год. потукли су они Грке код Мелангине и пренели тамо своју престоницу, потурчивши и саму варош у Караџахисар. После распада иконијског султаната Турци почињу да стварају нову малоазијску државу. То стварање могло је бити само на рачун Византије.
Турци су од 1300. године, били господари Анадолије, а од византијских градова опирала им се само Никеја, са Никомидијом, Брусом, Сардом, Филаделфијом, Магнезијом, Херклејом на Понту, Фокејом и Смирном. Цар Андроник II је тамо послао сина Михајла, који му је био савладар од 1281. године, а крунисан је 21. маја 1294/1295. године као цар Михајло IX. Он је тада постао вођа храбре, али несрећне византијске војске у којој су скоро сви војници били плаћеници. Турци су те 1301. године, добили и Никомидију, а цар Михаило IX је тамо, због слабости своје војске, страховито био потучен код Бафејона и Магнезије, још исте године.
Да би ојачао свој положај на тој страни цар Андроник II је у помоћ позвао Алане, који је требало да се, за узврат, населе у Царству. 10 000 њих су се, према договору, појавили са женама и децом. Њима је у Малој Азији командовао цар Михаило IX Палеолог, који је наскоро пре тога, 1302. године, именован за команданта у областима око Смирне. Алани су нажалост били поражени, па су морали напустити логор у Магнезији и повући се у Пергам, а касније у Пегај, где је цар - савладар Михаило IX остао до јануара 1303. године, због озбиљне болести, а када се вратио у Цариград морао је, 1304. године, кренути у рат против Бугара. Током овог повлачења Алани су се окренули против цара Андроника II и опљачкали су нека места.
Тада је та опасност постала јасна за све државнике у Цариграду. Цар Андроник II, да би с више изгледа одолевао Турцима, крајем 1303. године, узео је у најам једну јаку дружину шпанских ратника, "Каталане" предвођене славним Руђером де Флором, који му је понудио помоћ и који је дотле служио као најамник у борбама између краљевства Сицилије и Напуља. Цар Андроник II је њих 6 500 унапред исплатио, па чак је Руђера, четири месеца касније, оженио својом сестричином Маријом Асен и доделио му титулу megas dux.
Почетком 1304. године, Каталонци су се пребацили у Кизик и затим кренули да разбију турску опсаду Филаделфије. Задавши Турцима судбоносни ударац, мега дукс Руђер је као победник ушао у ослобођени град. Та победа показује да је била потребна тек мала, али стварна војска да би се спасила ситуација. Каталонци су пак били мач са две оштрице, посебно ако су чинили аутономно тело и тако су се магли сваког часа окренути против Царства, које није располагало никаквим средствима моћи и присиљавања. Након победе Каталонци су почели са пљачкашким походима и довели у стање несигурности целу околину, како на копну, тако и на мору, будући да су имали и сукоба са Ромејима и са Турцима те су, на крају, уместо да ратују против Турака, опсели византијску Магнезију. Цариградска влада је осетила олакшање када јој је успело наговорити Каталонце да се повуку у Европу. Зиму 1304/1305. године, провели су на Галипољу, а с пролећа је требало да се врате у Малу Азију, али напетост између царске владе и Каталонаца постајала је све већа, у Цариграду је расло непријатељство према тим бахатим плаћеницима, а посебно је непријатељски према њима био расположен цар - савладар Михајло IX. Каталонци су пак били незадовољни нередовним плаћањем и искоришћавали су изостанак плате као изговор за своје испаде.
Прости, недисциплиновани и острвљени крвљу, Каталонци обрћу 1305. год. своје оружје против својих налогодаваца и склапају савез са Турцима, истина не без византијске кривице, јер, не беху редовни у плаћању. Цар Андроник II је да би смирио Каталонце, прогласио Руђера за цезара и тиме знатно угрозио свог сина цара - савладара Михајла IX, који је на једној априлској гозби у својој Адријанопољској палати, још исте године, убио цезара Руђера. Веровало се да се Византија ослободила тог финансијског терета, али најгоре је тек следило. Каталонци потом у јуну исте године побеђују хетерогену Михајлову војску у бици код тврђаве Апрос, па су и самог храброг цара Михајла IX ранили, који се спасао бегом у Димотику.
Озлојеђени Каталонци, се сада превозе у Европу, на Галипоље, које постаје њихова престоница, и после на Касандру, и почињу одатле пустошење суседних области. Тракија је пуне две године страховала од њих. Служили су једно време и једним делом и као најамници код Бугара, који су продрли у Тракију и освојили Месембрију и Анхијал. Византијска влада морала је признати пораз, па је са Бугарима склопила мир, 1307. године. У међувремену су Каталонци, након што су опустошили Тракију, прешли Родопе и угрозили Касандру. Одатле су наставили са својим дивљачким походима.
Од њихових насртаја био је, негде 1307. год., угрожен и манастир Хиландар, који је пожртвовано, с много напора, одбранио игуман Данило, чувени писац житија српских краљева и архиепископа, захваљујући добрим делом и помоћи коју му је послао српски краљ Милутин, у људима и новцу. Биограф Данилов пише како "тада није било наћи ниједну стазу куд би се могло мирно проћи, него борбе и ратнике". Краљева помоћ уништила је један део пљачкаша, а други су се, после извесног времена, повукли у Тесалију.
Каталонци ипак нису били побеђени, јер су се они, 1308. године, усудили опсести Солун, али без већег успеха.
Иза тог пораза цар Михајло IX је покушао поново зауставити продор Турака, али је поражен у бици код Магнезије 1310. године.
После овог пљачкања Каталонци су отишли у средњу Грчку. Тамо су освојили војводство Атине и Тебе. Турци су наставили да се пробијају у византијске поседе, и Брса је пала 1326. године. До краја владавине цара Андроника II, велики делови Битиније су у рукама Турака, емира Османа I и његовог сина и наследника емира Орхана I. Такође, емират Кареси је освојио Мизију после 1296. године, емират Гермијан је освојио Симав 1328. године, емират Сарухан Магнезију 1313. године. и емират Ајдин Симирну 1310. године.

### Крсташки рат против Византије 1308. године
Краљ Милутин, пратећи пажљиво развој догађаја, почео је сумњати у могућност одржања Византије као озбиљног политичког чиниоца. Нимало сентименталан, он је стога одмах ушао у везе с онима, који су могли доћи у обзир као евентуални окупатори њених поседа. У првом реду беше то анжујски двор. Обнова Латинског царства беше поново стављена на дневни ред. Брат француског краља Филипа IV, Шарл Валоа, беше се, 1301. године, оженио унуком латинског цара Балдуина II и са њом добио у мираз титулу њеног деде. Помаган од брата и извесних других елемената на западу, он је почео да спрема рат и да тражи везе ради напада на Византију. Напуљски двор пратио је све те припреме са симпатијом. Драч је опет од 1305. год. у власти кнеза Филипа Тарентског, сина Карла II, који се спрема и на даља освајања. Већ у лето 1306. год. покушао је краљ Милутин Немањић, преко скадарског епископа, да понуди савез кнезу Филипу. Био је, наравно, с обзиром на његову моћ, радо примљен. 6. августа те године одредио је кнез Филип свог канцелара, који је имао примити заклетву од краља Стефана Уроша II Милутина, а у јесен се и сам лично састао са краљем Стефаном Урошем II Милутином Немањићем. Краљ Карло II Анжу је одобравао те везе и потврдио је уговор.
Потом је, још исте године кнез Филип је извео упад у Епир, којим је владала деспотица Ана од Епира, која је била склона Византији и био је поражен. Исте године је и сама Млетачка република ушла у тај антигрчки савез, пошто ова није могла одолети том искушењу, да врати изгубљене територије.
Сем са кнезом Филипом, краљ Милутин је ушао у везе и са самим Шарлом Валоа. Марко Лукарев из Дубровника и Трифун Микаели из Котора отишли су, као његови посланици, папи и "цару" Шарлу у Француску, да и с њим склопе савез. На француском двору се, природно, јавио интерес за српску краљевину и један њихов човек, један доминикански калуђер, би упућен у Србију, да је ближе сагледа и проучи. Његов извештај с тог пута, писан почетком 1308. год., очуван је и садржи занимљивих података, иако је писан са мржњом на краља Милутина Немањића и ради њега намерно са неколико неистина. Српски краљ представљен је као непоуздан, развратан и суров. Пишчеве симпатије су на страни краља Драгутина, који је имао добар углед међу католицима, који је још и у роду са Анжујцима. Краљ Стефан Урош II Милутин се сад тобоже боји напуљског двора, јер би му краљ Карло II, као католик, могао отети Приморје, у ком је већина незадовољних католика; а друго он се боји још и тог, да стварањем Латинског царства не изгуби своје тековине, које су га довеле до близу Солуна. Али се цар Шарло Валоа није обазирао на тај извештај. Он је 27. марта 1308. године, склопио савез са краљевим посланицима близу Мелена. Главна тачка тог савезног уговора било је заједничко освајање Византијске Империје "против Андроника који влада тим Царством и његових наследника". Тим уговором цар Шарло је потврдио краљу Стефану Урошу II Милутину као српски посед ове земље и градове, које је раније добио од Византије и држао у својој власти: читаву област између Прилепа и Просека, Овче Поље до Штипа, дебарску област до реке Маће и кичевски крај до "Хокерије", који су сви, по тврђењу посланика, доносили краљу свега 5.000 флорина годишње. Врло је важно за ове територијалне потврде, да их краљ Милутин не тражи за Скопље и Полог, које свакако сматра као неспорне у сваком случају; док се за Штип каже у ратификацији уговора, да га краљ Милутин Немањић држи за се и за своје наследнике, "нити желимо обавезати се претекстом поменуте заклетве (на уговор) да ћемо га напустити". Тим уговором краљ Стефан Урош II Милутин је обећао прећи у католичку веру и своју кћер Царицу, рођену с мађарском принцезом Јелисаветом, удати за Шарловог млађег сина, исто Шарла. На краља Стефана Уроша II Милутина Немањића је свакако деловао и успех анжујског принца Карла Роберта, који је, иако некрунисан, већ током 1307. год. постао стварни господар Угарске. Папа Климент V веровао је тврдо у то обећање и писао је на више страна (патријарху у Градо и прокураторима фрањеваца и доминиканаца), да приведу у дело краљево прелажење у римску цркву и да му, као знак папине пажње, предаду његову заставу. С Милутиновим посланицима стигла су у Србију и два француска свештеника, као цареви изасланици, да приме од краља потврду уговора. Милутин их је примио и потписао уговор 25. јула 1308. год. у шатору код "Голих Хума". Много доцније, тек у децембру 1313, потврдио је тај уговор и француски краљ Филип IV.
Цар Шарло Валоа је, за то време нашао присталице међу византијским великашима — околност која јасно сведочи о ступњу византијске разједињености. Солунски намесник, Јован Мономах, и заповедник Сарда, Константин Дука Лимпидар, били су спремни да прихвате Шарла за цара. Тада је било важно придобити и Каталонце на своју страну и то је успело 1308. године, када је Шарлов опуномоћеник, Теобалд од Кепоја, стигао на Еубеју са 11 млетачких бродова, те се оданде упутио према Касандри, где их је успео придобити на своју страну.
Верујући у озбиљност тих планова краљ Милутин је, иако је ратовао са братом краљм Драгутином Немањићем (1301—1312), одбацивши обзире према византијском двору, још те исте године прешао у напад. Кренуо је војску у старом правцу, према Солуну и Егејском Мору. Од каталонских савезника Турака, који су с њима заједно, пљачке ради, прешли у Европу, краљ Милутин Немањић је узео у најам један део чета: 1.000 коњаника и 500 пешака. Вођа те најамничке војске беше неки Мелик или, како га Данило зове, Мелекиљ, Турчин, који је, служећи хришћанске владаре, постао и сам хришћанин. С том војском Срби нападоше и солунску област, али бише одбијени. Разуздана руља најамника обрну се, после тога, против самог краља Стефана Уроша II Милутина. Али их овај савлада и оштро казни; Мелик би убијен, а његово братство разјурено и премлаћено.
Каталанци су ипак били безобзирни према цару Шарлу, па су упали у Теслију, где је владао севастократор Јован II (1303—1318), тешко болестан младић који је био под туторством атинског војводе Гвида II де Ла Роша, који се након Гвидове смрти окренуо Византији и верио се са Андрониковом незаконитом кћерком Ирином. Целом земљом су владали великаши, а као држава, Тесалија је била на издисају. Од импозантне моћи, коју је имала под севастократором Јованом I остала је тек бледа сенка и није се могло ни помислити на пружање отпора Каталанцима. Цела је дружба читавих годину дана живела од богатства земље, а затим је у пролеће 1310. године кренула, обогаћена тесалским новцем, ка средњој Грчкој и ступила у службу атинског војводе Валтера де Бријена, али, као некад са Ромејима, Каталанци су се разишли са Францима и крајњи резултат овога је био отворени сукоб. Код Кефиса у Беотији изборили су се 15. марта 1311. година, са надмоћним франачким трупама, а и сам војвода Валтер је пао у боју. После победе Каталанци су на месту Атинског војводства основали сопствену државу. Овим је била сломљена и моћ цара Шарла Валое.
За ово време Шарло је изгубио титулу Латинског цара, јер му је супруга царица Катарина I Куртене умрла 1308. године, а царска круна прешла је на њихову кћер исто царицу Катарину II, коју је 1313. године, оженио кнез Филип Тарентски, који је тада постао и латински цар.
После извесног времена краљ Стефану Урошу II Милутину Немањићу је постало јасно, да је западни антивизантијски план више дело авантуристичке фантазије, него реалних припрема. Његов страх од нове најезде Латина на Балканско полуострво показао се као неоснован. Успеси цара Филипа Тарентског у Албанији беху незнатни и без већег утицаја на балканске односе. Кад је то уочио, краљу Милутину није дуго требало да промени своју политику и да се врати својим грчким пријатељима. Кад је то извршио не да се тачно определити, али свакако још 1309. год. У то време, 1309. год., папа Климент V прешао је у Авињон и довео тим до пуног изражаја сукобе у римокатоличкој цркви, који су владали између Италијана и Француза. Ти сукоби слабе углед папе и спречавају у осетној мери, њихов рад већег политичког замаха. Кад је исте те године папа проклео Млетачку републику учинио је само то, да је један од највећих чинилаца у балканској политици био, 1310. године, излучен из сарадње с њим, и то, наравно, на његову штету, пошто су Млечани са Византијом склопили мир на 12 година. Шарло Валоа, човек од више комбинација, мало после савеза са Србима, беше, заједно с братом, ушао у преговоре да дође и до немачке царске круне, која је, погибијом краља Албрехта (1. маја 1308), остала без свог носиоца. Доцније, он је потпуно заокупљен унутрашњим питањима Француске. На промену краљеве политике можда су вршили известан утицај Млечани, који су били огорчени на папу и Французе. Они као да упућују краља Милутина Немањића и на покрете против Албаније, односно, против тамошње анжујске власти. У једном писму Млетачке републике краљу од 10. маја 1309. год., краљ Стефан Урош II Милутин се зове "краљ Србије, Хума, Дукље и Албаније." То је први помен Албаније у титули српског краља. Тај назив можда није употребила као прва српска канцеларија, него млетачка, али је њим обележена видна линија у Милутиновој балканској политици и стога је и важан и карактеристичан.

### Турска пљачкања у Европи
Краљ Милутин није могао одмах предузимати веће акције у Албанији. Било је важних питања и на другој страни. Српских 2 000 коњаника је требало помагати, најпре, Византију у борби против Турака. Једно турско одељење, као оно Меликово и отприлике исте снаге, беше под вођом Халилом утврдило се у Галипољу и по примеру Каталонаца вршило пљачке по читавој Тракији. Византија сама није могла да их савлада; тек са српском помоћи они су 1312. год. били потпуно уништени. Из захвалности према Србима цар Андроник II је, међу осталим, поклонио Хиландару село Куцово. Ово је био први историјски сукоб између Срба и Турака, на европском тлу. Али није био и једини. Турско продирање у Малој Азији узимало је све више маха. Нису ту били у питању мањи или већи пљачкашки одреди, него свесна експанзија једне младе и добро организоване државе. Грчке војске нису могле да одоле турским ударцима и претрпеле су више пораза. Грци су већ гледали Турке где се приближавају Никеји и Бруси и где их опасују једним снажним ланцем. Византија је, осећајући се сама слабом за борбу с њима, тражила савез на више страна. На Србе је рачунала као на хришћанске и сродничке пријатеље. Краљ Милутин Немањић одазвао се позиву свог таста, цара Андроника II Палеолога, и упутио је 1313. године, једну српску војску, са доста властеле, у Малу Азију, под вођством великог војводе Новака Гребострека. Срби нису хтели да се подвргну грчкој команди, него су сачињавали посебно одељење. Њихово ратовање у Малој Азији било је успешно; чак у Нагоричину, у манастиру Св. Ђорђа, унесено је у црквени натпис како краљ "у то лето изби Турке", док архиепископ Данило  говори о тамошњим српским победама у самим суперлативима.

### Побуна Милутиновог сина
Краљ Стефан Урош II Милутин са сином Стефаном, рођеним или из првог брака са Јеленом или из четвртог са краљицом Аном Тертер. Како је био поништен краљев брак с његовом мајком, Стефан се, одједном, обрео као незаконити син. Неки страни писци и зову га тим именом. Да је то морало вређати младог принца и охладити његове односе са оцем разуме се само по себи. Краљ Стефан Урош II Милутин Немањић и краљица Симонида нису имали деце. Царица Ирина Алерамичи, ташта Милутинова, жена врло амбициозна и предузимљива, обасипала је краља Милутина разноврсним поклонима са нескривеном намером да његов престо осигура једном од својих синова. Она је послала зато у Србију, негде после 1308. године, најмлађег сина Димитрија, али се он убрзо вратио. Младом грчком принцу учинила се српска држава сувише сурова. Да ли је после тога царица Ирина Алерамичи Палеолог извела други, исто тако неуспео, покушај са старијим сином Теодором, који је постао монфератски господар, како то прича један грчки хроничар, није сасвим поуздано. Међутим, готово је ван сумње да се утицај таштин на краља Милутина Немањића није ограничио на само то једно питање. Са краљицом Симонидом је дошло и нешто грчке дворске пратње и она је сигурно уносила своја схватања и навике у српски двор. Да то није могло проћи без протеста српских дворских лица и властеоских породица не треба ни истицати посебно. Најогорченији је био краљев син, млади краљ Стефан, који је најновијом очевом женидбом изгубио највише. Оглашен за незаконитог губио је изгледе на власт или учествовање у њој; а покушај са Димитријем казивао му је, да то оглашавање није била проста формалност, него да ће се из ње извући све правне последице. У Зети, где је био намесник очев, око њега се почела окупљати незадовољна властела. Можда је ту било и опозиције западњачког приморског елемента против краљеве византофилске политике. Који је био непосредан повод Стефановом устанку није познато, као ни тачно време кад је он избио. Краљ Стефан Урош II Милутин пожури с војском да угуши побуну. Пред очевом силом млади краљ Стефан Немањић се, 1314. године, повукао иза Бојане. Архиепископ Данило II прича, да је краљ Стефан Урош II Милутин Немањић понудио тад сину преговоре и да је овај, дирнут, отишао оцу и молио за опроштење. Кад га се дочепао, краљ Милутин није имао милости. Он је наредио да се Стефан окује, одведе у Скопље и тамо ослепи; онда га је, убогаљена, послао у Цариград, свом тасту, заједно са женом и два сина, Душаном и Душицом. Сва је срећа била за Стефана што очева наредба о ослепљењу није до краја извршена. Крвник, који је имао да то учини, био је поткупљен и није пробо несрећном краљевићу зенице. Бојећи се оца, Стефан је то крио за читава његова живота и стално носио завој. У Цариграду, цар Андроник II је имао саучешћа према Стефану, коме је тамо умро млађи син, 1320. године, и са своје стране није чинио ништа, што би отежавало судбину изгнаника и заточеника.

### Освајање Епира и Тесалије
Важан је обрт наступио и у двема сепаратистичким грчким државама будући да је 1318. године, изумрла династија Анђела и у Епиру и у Тесалији.
Деспот Тома I Анђел пао је као жртва свог сестрића грофа Николе Орсинија од Кефалоније. Овај непријатељ Анжујаца преобратио се у грчку православну веру те је завладао у Епиру као наследник убијенога, оженивши његову удовицу деспину Ану Палеолог, Андроникову унуку. Годину дана касније примио је од цара Андроника II титулу деспота. Као и многе друге епирске тврђаве, и Јањина је дошла под власт византијског цара.
Још је важнији био обрт у Тесалији, будући да је након смрти севастократора Јована II та држава изгубила своју самосталност. цар Андроник II је на ту провинцију полагао право као на упражњен ленски посед, али признање своје владавине успео је добити једино на северном делу земље те му се тај део покорио чак номинално. Најмоћнији тескалски магнати настојали су се осамосталити и основати властите покрајинске кнежевине, и то пре свих стара племићка породица Мелисена. Тада су у Тесалију упале силне масе Арбанаса: био је то почетак албанске сеобе која ће током идућег века препалвити целу Грчку. Најзначајнији део пропале кнежевине са престоницом Неопатрасом приграбила је каталонска кнежевина Атина, док је лучки град Птелеон припао Млечанима. Византија је поново остала празних руку.

## Деспотовина Мореја
Византијски положај се учврстио у Мореји. Већ 1308. године, цар Андроник II је увео значајну промену и ставио тачку на мењање намесника сваке године. Након тога је Морејом најпре управљао Михајло Кантакузин, отац будућег цара Јована VI, све до своје превремене смрти 1316. године.
Његова управа била је почетак византијског препорода у Мореји.
То дело наставио је Андроник Асен (1316—1323) син некадашњег бугарског цара Јована Асена III и цареве сестре Ирине Палеолог, који је у једом успешном походу против Франака у Мореји успео учврстити и оснажити византијску власт. Граду Монемвасији, најважнијој византијској луци у Мореји, Цариград је доделио значајне трговачке повластице да би на тај начин у Мореји створио византијско трговачко средиште, које ће бити ривал млетачким градовима Корони и Модони.

## Пошаст грађанског рата

### Први сукоб
Здравствено стање Андрониковог сина цара Михајла IX, тешко је погодило дављење његовог млађег сина Манојла 1319. године, па је умро, у својој 43. години живота, у Солуну 20. октобра 1320. године. Пошто је Михајлов најстарији син Андроник задавио свог млађег брата, цар Андроник II му је одузео право за наследство и свог сина Константина именовао наследником византијског престола.
Тада избише тешке кризе у породици и држави. Андроник Млађи није марио за свог тврдицу деду и нестрпљив, одмах је зажелео да старца потпуно потисне с власти. У грчком друштву, склоном сплеткама, у ком стари цар ни иначе није уживао много симпатија, он је нашао доста одзива и створио јаку странку, која је била готова да одмах загази у борбу. На челу унукових људи био је паметни и препредени доместик Јован Кантакузин; лукави авантуриста Сиргијан Палеолог, куманац у роду са Палолозима; Теодор Синадин, намесник у Тракији; и амбициозни сељак Алексије Апокавк, македонски намесник. Митом је ова странка добила на своју страну све трачке пронијаре и потпуно их ослободио плаћања пореза.
Ослањајући се на незадовољство Трачана преоптерећених порезима, византијска је аристократија успела дићи јаки покрет против цара Андроника II. С пролећа 1321. године, дошло је у Византији до отворене борбе. На Васкрс је Андроник Млађи напустио престоницу и придружио се својој војсци коју су му скупили пријатељи у Адријанопољу. Његов је положај, у психолошком погледу био много бољи него Андроников, чији су порази изазвали мржњу његових поданика. Његов положај још су више отежавале мере штедње. Бугари су, ипак, држали страну старога цара. Краљ Милутин се колебао. У време озбиљне напетости он је послао свог изасланика, калуђера Калиника, да позове натраг 2.000 куманских најамника, које је зет био позајмио тасту за борбе на истоку. Калиник је ушао у преговоре с младим царевићем, коме би српска помоћ решила цело питање и који је стога живо желео. Краљ Милутин Немањић, ником поуздан пријатељ, показивао је склоност да напусти таста, само је желео да се претходно састане с младим Андроником негде близу границе и да се с њим погоди за цену помоћи.
За ово време кренуо је Андроник Млађи на Цариград, али уплашени стари цар је понудио преговоре, па је у лето дошло до мира. Тим миром је Андроник добио Тракију и неке градове у Македонији. Да би барем привидно сачувао јединство Царства, цар Андроник II је задржао право преговарања са страним силама, али је тај систем убрзо напуштен и сваки цар је водио своју политику. Како се сукоб привремено смирио, а како се увиђавнијим људима у Цариграду чинило опасно српско и бугарско посредовање у целом том спору, то је и питање о Милутиновој помоћи било за извесно време одложено. У брзо потом краљ Стефан Урош II Милутин се упокојио. Изненада, 29. октобра 1321. године., он је умро у Неродимљу, по мишљењу лекара од апоплектичког удара, једва коју недељу иза завршетка своје лепе Грачанице и пошто му је стари таст, да га одобровољи, и из захвалности, уступио манастир Св. Николе код Сера. По Милутиновој смрти краљица Симонида Немањић вратила се у Грчку и умрла је као калуђерица у манастиру Св. Андрије.

### Други сукоб
Склопљени мир није дуго трајао, а рат је поново букнуо 1322. године. У табору младога Андроника избише трзавице, јер се megas dux Сиргијан Палеолог и megas domestikos Јован Кантакузин нису слагали. Будући да је млади Андроник стао на Кантакузинову страну, мега дукс Сиргијан је, иако је до тада био стварни вођа целог подухвата, прешао на страну старог цара и сада је у његовој служби преузео вођство у борби против свог некадашњег господара и штићеника. Ипак, расположење у Царству бивало је све склоније Андронику Млађем. Након што је уз њега пристало више градова у непосредној близини Цариграда, стари је цар поново попустио и мир је успостављен са истим одредбама као и раније.
За то време је српски краљ Стефан добио као супругу 1324. године, дванаестогодишњу Марију Палеолог, братаницу краљице Симониде Палеолог Немањић, и унуку Теодора Метохита. Отац невестин, синовац цара Андроника II, Јован Палеолог, био је дуже време намесник у Солуну и добро обавештен о приликама у Србији. Овај брак Јовану је добро дошао да оствари своје давне жеље за једном посебном државом, која би имала Солун као главни град, а Македонију као своје подручје. Тај део Византије одредио је још раније цар Михаило VIII Палеолог оцу Јовановом, Константину. У том правцу помагала су га два његова шурака, браћа Метохити, заповедници Струмице и Мелника. Са помоћу српског краља тај би план могао лако да се претвори у дело. После Маријине удаје, он је са женом дошао зету у госте, "на виђење", и ту је живо радио да га придобије за тај план. краљ Стефан Дечански је заиста пристао, и српски напад и пустошења, у сарадњи с Јовановим четама, у серској и струмичкој области последица су тог договора. Цар Андроник II, уплашен том акцијом, понуди Јовану измирење и даде му титулу цезара. Овај се поколеба и пристаде да се врати, али се изненада разболи и умре у Скопљу, на зетовом двору. Његова жена, "стидећи се Ромеја због мужевљевог понашања", не хтеде да се враћа, него оста у Србији. Стари Метохит беше узео на себе улогу, да уреди целу ову ствар; можда је он утицао на цара Андроника II да упути у Србију једно посебно посланство, са једним његовим сином. Царевом посланству придружио се и чувени писац Нићифор Григора, који нам је доста живо описао цео тај пут, а који је иначе о Метохиту имао изванредно високо мишљење. На том путу, прешавши Струму, посланство се с муком пробијало кроз недавно опустошена места и густ шипраг. Њихови пратиоци певали су покаткад на сав глас јуначке песме, које су се разлегале по брдима и стенама куд су пролазили. На путу су, по ноћи, изненада, срели неке људе, омалена раста, обучене у мрка одела од вуне, руна, наоружане копљима и секирама, а понеки и с тобоцем стрела, од којих су се Грци у први мах уплашили, а који су се, после поздрава показали ведри и пристојни. То су били погранични стражари, који су надзирали путеве и чували суседство од пљачкашких упада. У Струмици су, о Васкрсу, гледали народна кола, у којима су играли и стари и млади. За три дана стигли су из Струмице у Скопље. Овај град Григори се учинио мали и он га зове πολιχνιον. Ћесарица, коју писац приказује као најумнију жену свог времена, пошто је пред Грима болно оплакала мужа, пристала је, најзад, да се врати. Један члан посланства, Торникије, имао је с краљем Стефаном Немањићем посебне преговоре и одмах се, без осталог друштва, вратио цару Андронику II. М. Ласкарис има право кад мисли, "да је потреба повратка ћесарице била само један изговор, који су саветници цара Андроника Старијег употребили да пошаљу посланство у Србију. Јер се у то доба обе странке, т. ј. и странка деде и странка унука спремале за рат". Резултат тих преговора беше савез између цара Андроника II и краља Стефана Уроша III, који је према старом цару имао извесних обзира и ради његовог благог поступка према њему за време изгнанства у Цариграду.
После једне подуже кризе, у Бугарској 1323. године. би изабран за цара видински кнез Михајло Шишман, зет краља Стефана Уроша II Милутина Немањића и краља Стефана Дечанског Немањића (по сестри). Он је успео да у борби с Грцима и грчким штићеницима поврати Бугарској старе границе и да грађанским ратом ослабљену земљу дозове себи. Да то постигне добро су му биле дошле византијске борбе између деде и унука, од којих је Византија патила неколико година. Андроник Млађи, који је уживао симпатије цариградске популације, успео је 1. фебруара 1325. године, да га дед призна као свог савладара и да га крунише. Овим је ауторитет старог цара био изузетно пољуљан.

## Пад с власти
Иако је тим постигао свој циљ, млади цар - савладар Андроник III се ипак није задовољио. Није на њему ни његовим присталицама била довољна опомена ово јачање Бугарске, или још опасније јачање Турака у Малој Азији, који 6. априла 1326. године, освојише Брусу и пренеше тамо своју престоницу. Шта више, оба цара, 1327. године, потражише за своје обрачуне помоћ суседних држава; цар Андроник II уђе у везе са Србима, а његов унук с Бугарима. Српска војска, под војводом Хрељом, би упућена у Сер и Струму, али је остала неактивна, задовољивши се с нешто пљачке, по свој прилици стога, што је добро обавештени Хреља, као први српски војвода на граници према Грцима, видео да је активнији унук надмоћнији и боље спремљен. Током зиме и пролећа 1328. године, млади цар Андроник III је заузео сву византијску Македонију и Албанију, a у јануару 1328. године, док су његове источне снаге освајале Босфор, био је у Солуну дочекан као цар. Присталице његовог деде могле су се одржати само у градовима око српске границе, у Мелнику, Просеку и Струмици, где су им Срби указивали своју помоћ. Краљ Стефан, који је изишао с нешто војске на границу, није се упуштао у борбе, иако су га завађени Грци позивали; он је, по Хрељиним обавештењима знао, да је војска младог цара  Андроника III боља и да нема смисла без веће потребе, излагати се ударцима. Кад је млади цар Андроник III освојио Прилеп, онда је грчки заповедник Просека, Михајло Асен, пореклом Бугарин, сам предао свој град Србима, не хотећи да га преда противнику свог старог цара Андроника II. Толико је била велика мржња између једне и друге стране! Стари цар Андроник II је помишљао на мировне преговоре, када му је бугарски цар послао бугарско-татарске помоћне трупе. То је старцу дало нову наду, а младог цара Андроника III је подстакло на енергично деловање. Негодовањем и претњом он је натерао цара Михајла III да повуче своје трупе, а истовремено ступио је у преговоре са својим присталицама у Цариграду, које је силно ојачао. Већина становништва и војске пристајала је уз младог цара победника, коме Цариграђани једне ноћи отворише врата престонице. Стари цар, 24. маја 1328. године, би ухваћен и натеран да се одрекне престола.
Цар Андроник III Палеолог је потом дојурио у престоницу и преузео власт без борбе.
Између Срба и новог цара Андроника III дошло је због свега овог, а нарочито због поседања Просека, до врло запетих односа, управо до рата, који је вођен, истина, са српске стране као неко погранично четовање. Срби су, по Андрониковом одласку из Македоније, покушали били и да освоје Охрид. Цар Андроник III је, једва опорављен од болести, лично дојурио под угрожени град и спасао га, а Србе је потиснуо и заузео и нека утврђења на граници. Овакво држање Срба изазвало је цара Андроника III да се против њих реши на одлучније мере.

## Смрт
Старом цару је дозвољено да остане у царској палати, али две године касније је протеран одатле, у манастир, где је умро 13. фебруара 1332. године као монах Антоније.

## Породично стабло
|  |                                  |  |  |  |  |  |  |  |  |  |  |  |  |  |  |  |
|  | 16. ?Михаило Дука Палеолог?      |  |  |  |  |  |  |  |  |  |  |  |  |  |  |  |
|  |                                  |  |  |  |  |  |  |  |  |  |  |  |  |  |  |  |
|  |                                  |  |  |  |  |  |  |  |  |  |  |  |  |  |  |  |
|  | 8. Алексије Палеолог (мега дукс) |  |  |  |  |  |  |  |  |  |  |  |  |  |  |  |
|  |                                  |  |  |  |  |  |  |  |  |  |  |  |  |  |  |  |
|  |                                  |  |  |  |  |  |  |  |  |  |  |  |  |  |  |  |
|  | 4. Андроник Дука Палеолог        |  |  |  |  |  |  |  |  |  |  |  |  |  |  |  |
|  |                                  |  |  |  |  |  |  |  |  |  |  |  |  |  |  |  |
|  |                                  |  |  |  |  |  |  |  |  |  |  |  |  |  |  |  |
|  | 18. Јован Кантакузин             |  |  |  |  |  |  |  |  |  |  |  |  |  |  |  |
|  |                                  |  |  |  |  |  |  |  |  |  |  |  |  |  |  |  |
|  |                                  |  |  |  |  |  |  |  |  |  |  |  |  |  |  |  |
|  | 9. Ирина Комнина                 |  |  |  |  |  |  |  |  |  |  |  |  |  |  |  |
|  |                                  |  |  |  |  |  |  |  |  |  |  |  |  |  |  |  |
|  |                                  |  |  |  |  |  |  |  |  |  |  |  |  |  |  |  |
|  | 19. Марија Комнин                |  |  |  |  |  |  |  |  |  |  |  |  |  |  |  |
|  |                                  |  |  |  |  |  |  |  |  |  |  |  |  |  |  |  |
|  |                                  |  |  |  |  |  |  |  |  |  |  |  |  |  |  |  |
|  | 2. Михаило VIII Палеолог         |  |  |  |  |  |  |  |  |  |  |  |  |  |  |  |
|  |                                  |  |  |  |  |  |  |  |  |  |  |  |  |  |  |  |
|  |                                  |  |  |  |  |  |  |  |  |  |  |  |  |  |  |  |
|  | 20. Ђорђе Комнинодука Палеолог   |  |  |  |  |  |  |  |  |  |  |  |  |  |  |  |
|  |                                  |  |  |  |  |  |  |  |  |  |  |  |  |  |  |  |
|  |                                  |  |  |  |  |  |  |  |  |  |  |  |  |  |  |  |
|  | 10. Алексије Палеолог (деспот)   |  |  |  |  |  |  |  |  |  |  |  |  |  |  |  |
|  |                                  |  |  |  |  |  |  |  |  |  |  |  |  |  |  |  |
|  |                                  |  |  |  |  |  |  |  |  |  |  |  |  |  |  |  |
|  | 21. ?Ирина Комнина Кантакузин?   |  |  |  |  |  |  |  |  |  |  |  |  |  |  |  |
|  |                                  |  |  |  |  |  |  |  |  |  |  |  |  |  |  |  |
|  |                                  |  |  |  |  |  |  |  |  |  |  |  |  |  |  |  |
|  | 5. Теодора Анђелина Палеологина  |  |  |  |  |  |  |  |  |  |  |  |  |  |  |  |
|  |                                  |  |  |  |  |  |  |  |  |  |  |  |  |  |  |  |
|  |                                  |  |  |  |  |  |  |  |  |  |  |  |  |  |  |  |
|  | 22. Алексије III Анђел           |  |  |  |  |  |  |  |  |  |  |  |  |  |  |  |
|  |                                  |  |  |  |  |  |  |  |  |  |  |  |  |  |  |  |
|  |                                  |  |  |  |  |  |  |  |  |  |  |  |  |  |  |  |
|  | 11. Ирина Комнина Анђелина       |  |  |  |  |  |  |  |  |  |  |  |  |  |  |  |
|  |                                  |  |  |  |  |  |  |  |  |  |  |  |  |  |  |  |
|  |                                  |  |  |  |  |  |  |  |  |  |  |  |  |  |  |  |
|  | 23. Еуфросина Дукина Каматера    |  |  |  |  |  |  |  |  |  |  |  |  |  |  |  |
|  |                                  |  |  |  |  |  |  |  |  |  |  |  |  |  |  |  |
|  |                                  |  |  |  |  |  |  |  |  |  |  |  |  |  |  |  |
|  | 1. Константин Палеолог           |  |  |  |  |  |  |  |  |  |  |  |  |  |  |  |
|  |                                  |  |  |  |  |  |  |  |  |  |  |  |  |  |  |  |
|  |                                  |  |  |  |  |  |  |  |  |  |  |  |  |  |  |  |
|  | 24. Василије Ватац               |  |  |  |  |  |  |  |  |  |  |  |  |  |  |  |
|  |                                  |  |  |  |  |  |  |  |  |  |  |  |  |  |  |  |
|  |                                  |  |  |  |  |  |  |  |  |  |  |  |  |  |  |  |
|  | 12. Исак Дука Ватац              |  |  |  |  |  |  |  |  |  |  |  |  |  |  |  |
|  |                                  |  |  |  |  |  |  |  |  |  |  |  |  |  |  |  |
|  |                                  |  |  |  |  |  |  |  |  |  |  |  |  |  |  |  |
|  | 25. Рођак Алексија III           |  |  |  |  |  |  |  |  |  |  |  |  |  |  |  |
|  |                                  |  |  |  |  |  |  |  |  |  |  |  |  |  |  |  |
|  |                                  |  |  |  |  |  |  |  |  |  |  |  |  |  |  |  |
|  | 6. Јован Дука Ватац              |  |  |  |  |  |  |  |  |  |  |  |  |  |  |  |
|  |                                  |  |  |  |  |  |  |  |  |  |  |  |  |  |  |  |
|  |                                  |  |  |  |  |  |  |  |  |  |  |  |  |  |  |  |
|  | 3. Теодора Дукина Ватацина       |  |  |  |  |  |  |  |  |  |  |  |  |  |  |  |
|  |                                  |  |  |  |  |  |  |  |  |  |  |  |  |  |  |  |
|  |                                  |  |  |  |  |  |  |  |  |  |  |  |  |  |  |  |
|  | 14. Јован Комнин Анђел           |  |  |  |  |  |  |  |  |  |  |  |  |  |  |  |
|  |                                  |  |  |  |  |  |  |  |  |  |  |  |  |  |  |  |
|  |                                  |  |  |  |  |  |  |  |  |  |  |  |  |  |  |  |
|  | 7. Евдокија Анђелина             |  |  |  |  |  |  |  |  |  |  |  |  |  |  |  |
|  |                                  |  |  |  |  |  |  |  |  |  |  |  |  |  |  |  |
|  |                                  |  |  |  |  |  |  |  |  |  |  |  |  |  |  |  |